# Wikipedia en serbocroata
La Wikipedia en serbocroata es la edición de Wikipedia en ese idioma. Originalmente contenía a las Wikipedias en croata, serbio y bosnio, pero estas tres son ahora independientes y han logrado superar a la serbocroata en cuestión de número de artículos. La Wikipedia en serbocroata es la número 32 por su tamaño y cuenta en octubre de 2017 con 440 000 artículos.

## Fechas claves
- 4 de julio de 2012 - Alcanza a 60 000 artículos.
- 25 de enero de 2014 - Alcanza a 100 000 artículos.
- 12 de abril de 2014 - Alcanza a 150 000 artículos.
- 27 de julio de 2014 - Alcanza a 200 000 artículos.
- 22 de marzo de 2015 - Alcanza a 300 000 artículos.
- 20 de junio de 2015 - Alcanza a 400 000 artículos.
- 5 de julio de 2015 - Con poco más de 414 000 artículos, supera a Wikipedia en noruego clasificada la decimonovena Wikipedia en número de artículos.
- 4 de enero de 2016 - Con poco más de 429 000 artículos, es superada por Wikipedia en noruego y desciende a la vigésima posición.
- 30 de julio de 2016 - Con poco más de 434 000 artículos, es superada por la Wikipedia en árabe y queda en la vigesimoprimera posición.
- 6 de noviembre de 2018 - Con poco más de 446 500 artículos, es superada por la Wikipedia en finés y cae en la vigesimotercera posición.